# Marco Ender
Marco Ender (* 16. Juni 1979 in Grabs) ist ein ehemaliger liechtensteinischer Fussballspieler.

## Karriere

### Verein
In seiner Jugend spielte Ender für den USV Eschen-Mauren. Seine erste Station im Herrenbereich war der FC Ruggell, dem er sich 1996 anschloss. Ein Jahr später kehrte er zum USV Eschen-Mauren zurück, bevor er 2003 erneut zum FC Ruggell wechselte. 2006 unterschrieb er einen Vertrag beim FC Triesen, für den er bis zu seinem Karriereende 2009 aktiv war.

### Nationalmannschaft
Ender absolvierte sein einziges Länderspiel für die liechtensteinische Fussballnationalmannschaft am 2. September 1998 beim 0:7 gegen Rumänien im Rahmen der Qualifikation zur Fussball-Europameisterschaft 2000, als er in der 89. Minute für Martin Telser eingewechselt wurde.